# Grande Hotel de Araxá
O Grande Hotel Termas de Araxá é um hotel da cidade de Araxá, Minas Gerais. Localizado no Parque do Barreiro, sua construção foi iniciada em 1938 e a inauguração ocorreu em 1944, pelo então presidente Getúlio Vargas e pelo governador mineiro Benedito Valadares.
Os jardins e todo o  projeto paisagístico foram criados pelo famoso pintor e paisagista Roberto Burle Marx. O projeto do arquiteto Luiz Signorelli tem estilo arquitetônico semelhante ao encontrado nas antigas construções coloniais da América espanhola, em países como Colômbia e Venezuela. Suas paredes são revestidas com barro avermelhado, simbolizando simplicidade.

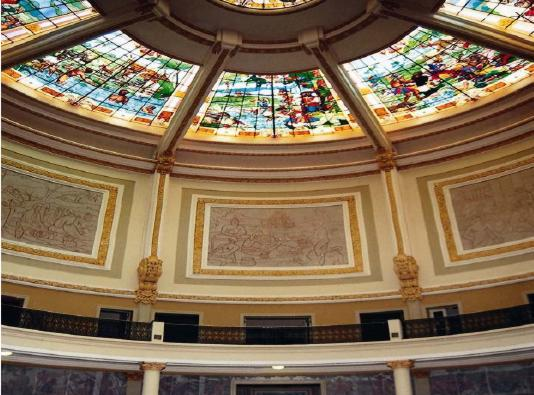
Termas de Araxá.

Internamente, o Grande Hotel segue o estilo neo-clássico, com colunas, capitéis e arcos. O projeto inclui restaurantes, bares, um cinema e um cassino, mas esse último teve as atividades encerradas com a proibição do jogo no Brasil pelo presidente Eurico Gaspar Dutra, em 1946.
O hotel está integrado às Termas de Araxá por uma galeria suspensa, decorada com afrescos de paisagens e de pontos turísticos do estado.
A propriedade está sob a responsabilidade da Companhia de Desenvolvimento Econômico de Minas Gerais, que cuida do desenvolvimento econômico do estado de Minas Gerais.
Em 2010, o Grupo Tauá de Hotéis e Resorts venceu a licitação para administrar o histórico Grande Hotel Termas de Araxá.
O hotel impressiona também pelas dimensões. Do térreo ao sótão da fachada principal, são 9 pisos e aproximadamente 27,34 metros de altura. 

## Acomodações de Getúlio Vargas
Tanto a concepção quanto a construção do Grande Hotel Termas de Araxá, contaram com grande apoio de Getúlio Vargas, então Presidente da República.
Nas inúmeras vezes em que se hospedou no hotel, Getúlio Vargas tinha à sua disposição uma sala de reuniões e um apartamento construídos sob medida para ele, adaptados à sua baixa estatura.
O então Governador de Minas Gerais, Benedito Valadares, também contava com um apartamento exclusivo para recebê-lo durante suas visitas às Termas de Araxá.

Esses apartamentos, com mobiliário e decoração originais, podem atualmente ser visitados pelos hóspedes do hotel, num passeio com guia de turismo.

## Panorama

Conjunto das Termas e do Grande Hotel de Araxá, projeto do arquiteto Luiz Signorelli inaugurado em 1944, visto do lago do Parque do Barreiro.